# يوهانس ليد
يوهانس ليد (بالنرويجية: Johannes Lid)‏ (و. 1886 – 1971 م) هو كاتب وعالم نبات من النرويج . كان عضواً في الأكاديمية النرويجية للعلوم والآداب. توفي في أوسلو عن عمر يناهز 85 عاماً.